# 남북전쟁 (비디오 게임)
남북전쟁(North & South)은 1989년 아미가 및 아타리 ST용으로 출시된 전략 액션 게임으로 패밀리컴퓨터, 암스트래드 CPC, MSX, MS-DOS, 코모도어 64 및 ZX 스펙트럼으로 포팅되었다. Infogrames에서 개발하고 출판했다.
남북전쟁은 미국 남북 전쟁을 기반으로 한 벨기에 만화 시리즈 "Les Tuniques Bleues"의 파생물이다. 플레이어는 기본적으로 남북 전쟁을 수행하며 북부 또는 남부로 플레이하도록 선택한다. 플레이어는 게임 연도를 1861년(남북 전쟁이 발발한 해)부터 1864년까지 시작하도록 선택할 수 있다. 매년 군대의 배열이 다르며 각 진영이 시작하는 국가가 다르다.
남북전쟁에는 국가 패러디와 같은 유머러스한 요소가 포함되어 있으며 플레이어가 게임에서 지원하는 다양한 언어(영어, 프랑스어, 스페인어, 독일어 또는 이탈리아어) 중 하나를 선택할 때 접근할 수 있다.

## 평가
컴퓨터 게이밍 월드는 이 게임에 워게이머의 경우 별 5개 중 1개 이상, 아케이드 게이머의 경우 별 5개 중 3개를 부여했다. 2011년 비르투알나 폴스카는 이 게임을 최고의 아미가 게임 10위로 선정했다.